# SCOUT
SCOUT jest algorytmem podejmowania decyzji w grach dwuosobowych.

## Opis algorytmu
SCOUT opiera się na dwóch rekurencyjnych funkcjach: TEST oraz EVAL. Funkcja EVAL(S) zwraca wartość {\displaystyle V(S)} wierzchołka {\displaystyle S} opisującego stan gry. TEST(S, v, r) sprawdza czy zachodzi relacja {\displaystyle r\left(V(S),v\right).}
Funkcja TEST przyjmuje trzy argumenty: wierzchołek {\displaystyle S,} wartość {\displaystyle v} oraz relację {\displaystyle r\in \{>,\geqslant \}.} Jeśli {\displaystyle S} jest wierzchołkiem typu MAX funkcja zwraca true jeśli istnieje potomek {\displaystyle S,} który jest większy (większy lub równy) niż {\displaystyle v.} Jeśli {\displaystyle S} jest wierzchołkiem MIN funkcja zwraca false jeśli istnieje potomek {\displaystyle S,} który jest mniejszy (mniejszy lub równy) niż {\displaystyle v.}
Niech {\displaystyle S} będzie wierzchołkiem typu MAX opisującym stan gry, a {\displaystyle S_{i}} to jego bezpośredni potomkowie. Funkcja EVAL zwraca wartość wierzchołka {\displaystyle S} poprzez rekurencyjne wywołanie siebie dla pierwszego potomka {\displaystyle S_{1},} a następnie sprawdzenie przy pomocy metody TEST czy dla każdego z pozostałych potomków {\displaystyle S_{i}} zachodzi {\displaystyle V(S_{i})>V(S_{1}).} Jeśli dla wierzchołka {\displaystyle S_{k}} nierówność nie zachodzi, poprzez wywołanie EVAL wyznaczana jest jego wartość i jest ona używana w miejsce {\displaystyle V(S_{1})} do sprawdzenia czy powyższa nierówność zachodzi dla pozostałych potomków {\displaystyle S.} Gdy wszystkie wierzchołki {\displaystyle S_{i}} zostaną sprawdzone funkcja EVAL zwraca jako {\displaystyle V(S)} ostatnią wartość {\displaystyle V(S_{k}).}
Funkcja EVAL wywołana dla wierzchołka typu MIN zachowuje się analogicznie, z tą różnicą, że zamiast nierówności ostrej sprawdzana jest nierówność nieostra.

## Pseudokod
```
def
 
scout
(
state
):

	
eval
(
state
)

def
 
eval
(
state
):

	
if
 
state
.
is_terminal
():

		
return
 
state
.
value
()

	
value
 
=
 
None

	
if
 
state
.
is_max
():

		
for
 
child
 
in
 
state
.
children
():

			
if
 
value
 
is
 
None
 
or
 
test
(
child
,
 
value
,
 
>
):

				
value
 
=
 
eval
(
child
)

	
else
:
 
# state.is_min()

		
for
 
child
 
in
 
state
.
children
():

			
if
 
value
 
is
 
None
 
or
 
not
 
test
(
child
,
 
value
,
 
>=
):

				
value
 
=
 
eval
(
child
)

	
return
 
value

def
 
test
(
state
,
 
value
,
 
rel
):

	
if
 
state
.
is_terminal
():

		
return
 
rel
(
state
.
value
(),
 
value
)

	
if
 
state
.
is_max
():

		
for
 
child
 
in
 
state
.
children
():

			
if
 
test
(
child
,
 
value
,
 
rel
):

				
return
 
True

		
return
 
False

	
else
:
 
# state.is_min()

		
for
 
child
 
in
 
state
.
children
():

			
if
 
not
 
test
(
child
,
 
value
,
 
rel
):

				
return
 
False

		
return
 
True

```